# Süddeutscher Rundfunk

Logo de la Süddeutscher Rundfunk, con una representación estilizada de la torre de telecomunicaciones de Stuttgart

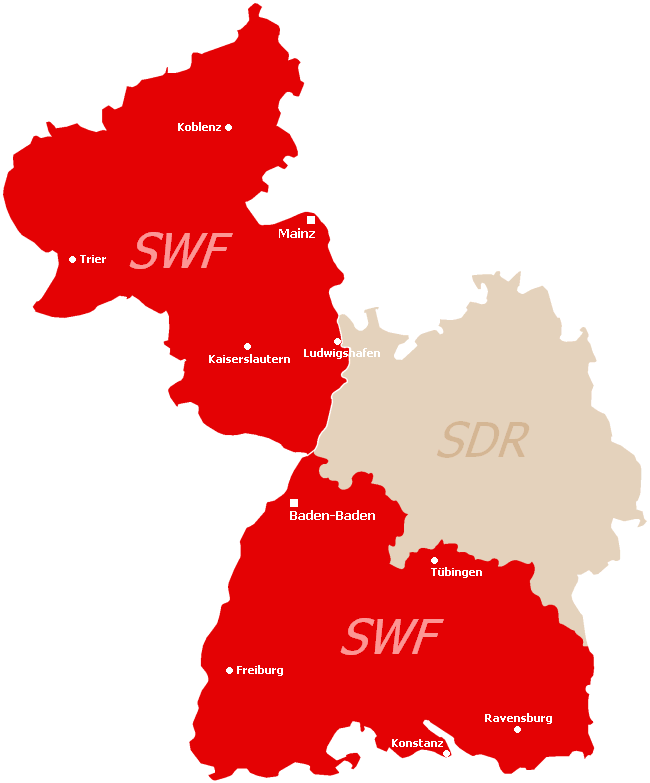
En color claro, zona de emisión de la Süddeutscher Rundfunk

La Süddeutscher Rundfunk (SDR) fue, de 1949 a 1998, la radiodifusora pública regional alemana para el norte de Baden-Württemberg, más concretamente el territorio correspondiente al que hasta 1952 era el estado de Württemberg-Baden.
La SDR tenía su sede sede en Stuttgart, y estudios regionales en Mannheim, Karlsruhe, Heilbronn, Heidelberg y Ulm, así como en la capital de la RFA, Bonn. El 1 de octubre de 1998, la Süddeutsche Rundfunk se fusionó con Südwestfunk (SWF) para crear la nueva Südwestrundfunk (SWR).
SDR producía junto con la Saarländischer Rundfunk (SR) y la Südwestfunk un canal regional llamado Südwest 3.
- Datos: Q446987
- Multimedia: Süddeutscher Rundfunk / Q446987